# 許素瑩
許素瑩（英語：Hui So Ying），香港女演員，代表作為改編其真實經歷並與家人合演的1983年電影《半邊人》，憑該片獲第3屆香港電影金像獎的最佳新人及最佳女主角兩項提名。

## 生平
許素瑩約生於1960年前後，出身於街市魚販家庭，早年對戲劇產生興趣，餘暇在民間戲劇教育機構「香港電影文化中心」的話劇班，跟隨來自臺灣的左派導演戈武學習演戲。戈武逝世後，1980年代初許素瑩遵從其生前的鼓勵，投考演員，她應徵導演方育平（亦為戈武舊識）一套電影的女主角時，將自己與戈武的經歷和師徒情告知方育平，方育平遂改變原來的計劃，轉而將她們的經歷改編成電影，並由許素瑩親自擔任女主角飾演自己，更成功說服許素瑩的父母、兄弟姐妹、前度男友等身邊人物參與演出。該片於1983年上映，獲得第3屆香港電影金像獎的最佳影片、最佳導演等多個獎項，許素瑩亦獲提名最佳新人及最佳女主角，但未能獲獎。
雖然曾因《半邊人》一度備受注目，但許素瑩後來鮮有參與電影演出。1980年代進入香港電台擔任幕前演出及幕後工作，亦曾以自由身拍攝無綫電視單元劇，及涉足舞台劇演出。1985年起亦同時任職於《電影雙周刊》，參與香港電影金像獎的籌備工作。
「香港電影文化中心」於1988年結束營運，1999年重組為「電影文化中心 (香港)」，許素瑩曾擔任董事、副主席、顧問，致力推廣電影文化。後亦擔任香港電影資料館的資料搜集員。
近2010年代起，偶有復出參與幕前演出。

## 演出作品

### 電影
| 上映年份 | 電影名稱 | 角色             | 備註   |
| -------- | -------- | ---------------- | ------ |
| 1983     | 半邊人   | 阿瑩             | 主演   |
| 1987     | 靚妹正傳 |                  | [ 18 ] |
| 2009     | 明媚時光 |                  | [ 16 ] |
| 2011     | 桃姐     | 腎病病人梅姑     | [ 6 ]  |
| 2013     | 微交少女 |                  | [ 16 ] |
| 2019     | 非分熟女 | 三姑             |        |
| 2019     | 金都     | 婚紗店主         | [ 19 ] |
| 2022     | 正義迴廊 | 精神科醫生       | [ 20 ] |
| 2024     | 從今以後 | 沈月美（成妻子） | 主演   |
| 2024     | 爸爸     | 魚販阿瑩         |        |

### 單元劇
| 播映年份 | 電視台   | 劇集名稱               | 角色       | 備註         |
| -------- | -------- | ---------------------- | ---------- | ------------ |
| 1986     | 無綫電視 | 阿英                   | 阿英       | 主演；台慶劇 |
| 2015     | 香港電台 | 獅子山下2015：高價收購 |            |              |
| 2017     | 香港電台 | 獅子山下2017：孤島     |            |              |
| 2017     | 香港電台 | 獅子山下2017：尼菩薩   |            |              |
| 2018     | 香港電台 | 獅子山下2018：那日上午 |            |              |
| 2022     | 香港電台 | 獅子山下2022：四季歌   | 陪月員少芬 | 主演         |

### 短片
| 上映年份 | 短片名稱 | 角色 | 備註                               |
| -------- | -------- | ---- | ---------------------------------- |
| 2020     | 光       | 美珍 | 主演；第十四屆鮮浪潮國際短片節作品 |

## 家庭與個人生活
據1983年時的記載，許素瑩的父親許培、母親邱蓮心在牛頭角的街市經營魚檔，許素瑩亦在魚檔工作，演出《半邊人》後她仍有在魚檔幫忙。父母與兄長許偉翰、姊妹許素玲、許素琪、許素琳等都參與了《半邊人》演出。
許素瑩約於1985年與馮禮慈結婚。馮禮慈為雜誌編輯、作家，以音樂評論著稱。1984年許素瑩曾主演一個錄影劇場《睇，死》，該作品正是由馮禮慈編劇。同時期他們又與譚國偉、彭滿圓組織過名為「蟬」的樂隊，許素瑩擔任鼓手及主音歌手。他們的兩名女兒均修讀音樂（詳見馮禮慈條目）。後來舉家信奉佛教。其中一名女兒馮之行後從事電影配樂，許素瑩曾在她擔任配樂的電影《正義迴廊》中客串一角。

## 備註
1. ↑  按1983年時23歲之報道[1]推算。

## 外部連結
- 許素瑩在香港影庫上的簡介